# Río Neverí
El río Neverí es un cuerpo de agua que fluye desde el embalse del Turimiquire (ubicado a nivel de la población de Santa Fe en el Estado Sucre ), y desemboca al mar Caribe en las costas de Maurica en Barcelona, capital del Estado Anzoátegui en Venezuela, su curso discurre por los estados de Sucre y Estado Anzoátegui. 
Su cabecera Nace al noroeste del Caserío Las Culatas en el estado Sucre y se forma al norte del Cerro Tristeza (Parroquia Libertador del Municipio Pedro María Freites, que está a una altitud de 2.280 metros sobre el nivel del mar en la Serranía de Turimiquire), en las estribaciones montañosas de la Serranía de Turimiquire, a unos 2200 m de altitud sobre el nivel del mar y tiene una cuenca aproximada de casi 3.000 km² de extensión superficial. Desemboca en aguas del mar Caribe pero antes recibe los aportes de varios afluentes entre los que destacan el Naricual y el Aragua.
En su recorrido por el estado Sucre es, en todo momento, un río de montaña. En el tramo medio, forma unas importantes y extensas planicies aluviales aprovechables desde el punto de vista agrario, esencialmente tras pasar por el núcleo de Araguita. El Río Neverí y sus ríos afluentes son unos ríos sumamente importantes en lo que respecta a los peces de Venezuela ya que en ellos habitan unas pirañas muy especiales. 

## Su Curso
Toma rumbo al oeste desde la altura que lo conduce a las poblaciones El Rincón, San Diego (Anzoátegui) Pozuelos y Aragüita (desde allí se define su parte baja en el estado Anzoátegui). A partir de Macuaral recibe aguas del Río Naricual y El Viejo y de las quebradas Los Aguacates, Del Alambique, Coricual, El Chamo, Chupulun, Higuerote, La Palma, Pekín, Peña Blanca, Provisor, Seca, El Tigre, etc.
Atraviesa por el centro la ciudad de Barcelona, separando el Centro de la misma de Diversas barriadas como Guamachito y de la Zona Industrial de Los Montones. 

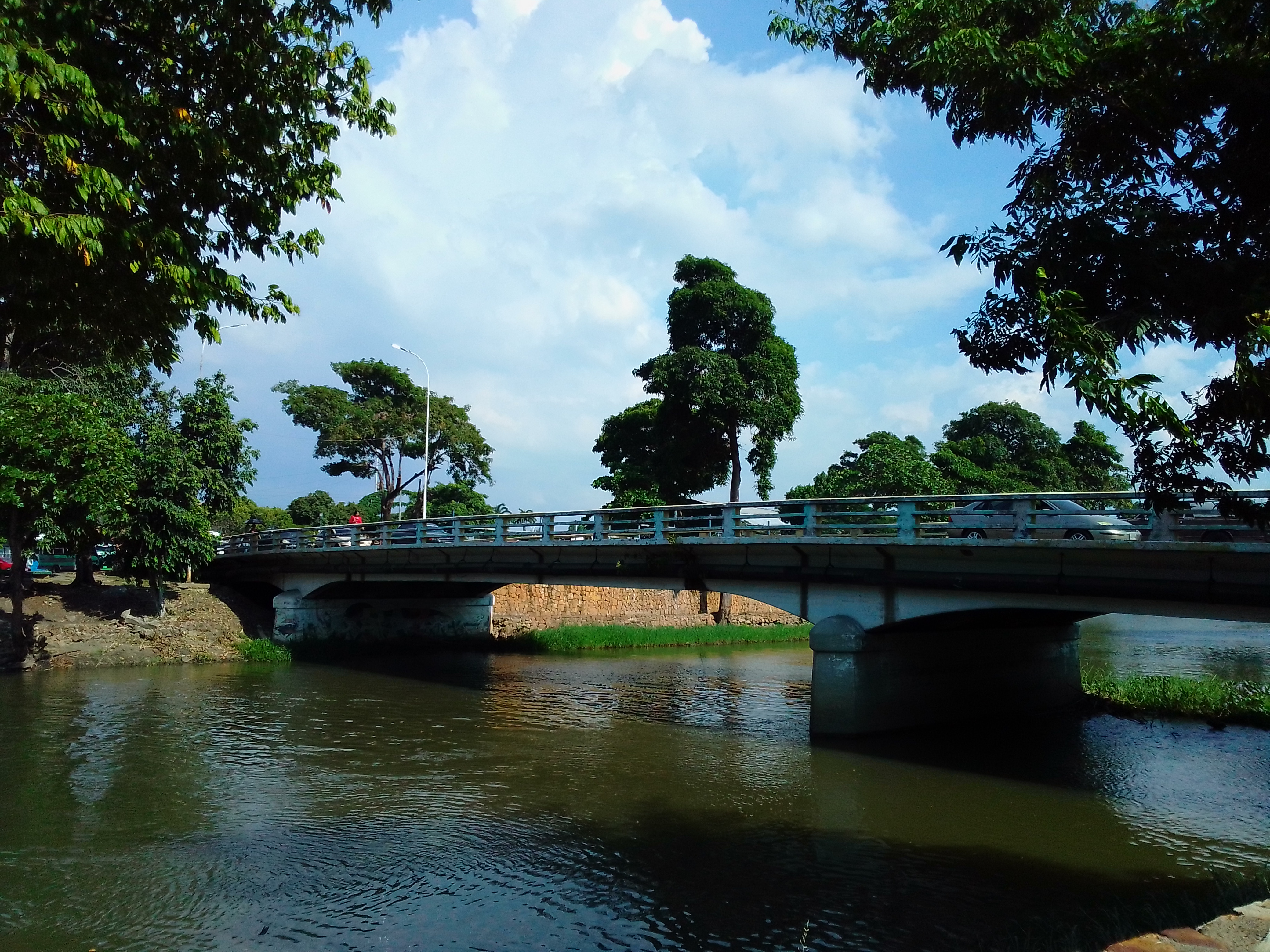
Puente Boyacá en Barcelona

Desemboca en el Mar Caribe, en el sector Denominado Caño Salao, formando una especie de Delta pequeño en las coordenadas geográficas 10°10′30″ de Latitud Norte y 64° 43' 30" de Longitud Oeste.
El río Neverí es el principal recurso hídrico que tiene la zona metropolitana del estado Anzoátegui, y para Barcelona siempre ha representado un reservorio de agua dulce, de este río se abastece con el agua potable diariamente Barcelona, Puerto La Cruz, Lechería y Guanta y a la vez se le suministra agua cruda al complejo petrolero y petroquímico José y otras importantes industrias asentadas en sus riberas.

### Salto Río Neverí
Ubicado en la vía que desde El Rincón conduce hacia Aguas Calientes del Valle Tucupido, al este de la Estación de Bombeo Cunaguaro de la Hidrológica del Caribe, bordeado por el Canal que desde Caratal conduce torrente de agua dulce. 

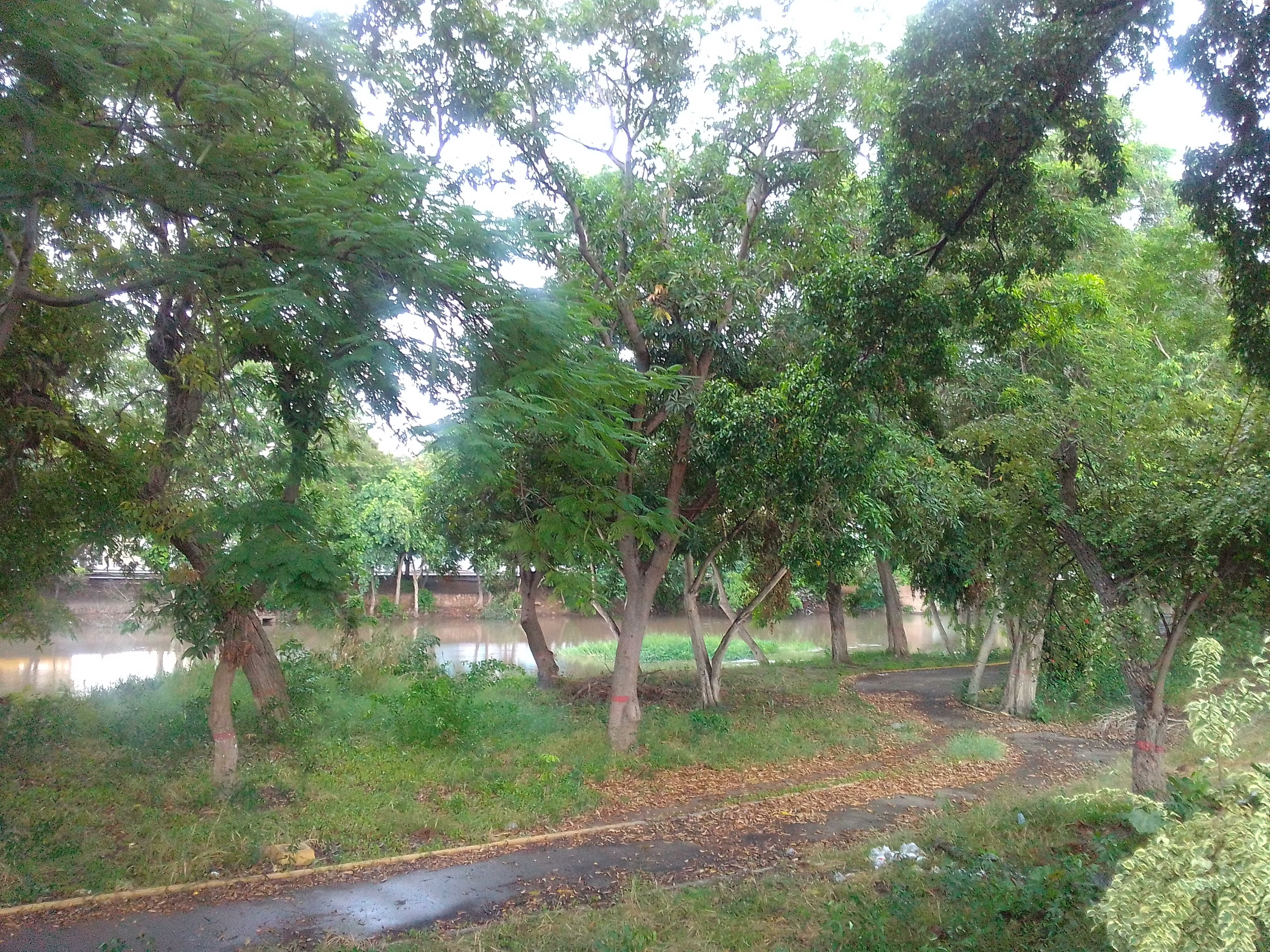
Paseo Río Neverí en Barcelona, estado Anzoátegui

## Fauna
Se han registrado unas 40 especies para el río Neverí, una de las más bajas en índice de biodiversidad de peces entre las vertiente caribeña de Venezuela. Se ha comprobado la existencia del cocodrilo Crocodylus acutus en el río Neverí, así como la piraña Serrasalmus neveriensis.
Los Serrasalmus neveriensis o Caribes Neverí, llevan en su nombre científico el nombre de este río y son las únicas pirañas venezolanas que habitan en los ríos de la región costera de Venezuela. Es de hacer notar que las Pirañas Serrasalmus neveriensis son endémicas de la costa oriental de Venezuela; son únicas en el mundo. Esta peculiar especie de piraña fue descrita recientemente por Machado-Allison, Fink, López Rojas & Rodenas, en el año 1993.

## Rafting
El río Neverí tiene conducta para el deporte del descenso de ríos, en especial aguas abajo de El Salto, conocido como «Canaimita», una cascada de 14 metros donde se suele ver adultos y niños lanzarse de clavados. Aguas arriba de El Salto el río adopta una clasificación 2, con poco oleaje, rápidos suaves y bajo riesgo. Aguas abajo del Canaimita el río acelera a categoría 3 con sus mayores riesgos y emoción. El punto de inicio preferido es en el sector El Rincón, a unos 45 minutos de Puerto La Cruz. Por lo general se requiere acompañamiento de expertos en el rafting del Neverí. El Neverí también forma prominentes cascadas y pozos para bañarse.

## Contaminación
Las descargas de desechos industriales y municipales, sin tratamiento alguno, acarreados por la escorrentía de los Ríos Unare y Neverí, hace que se hayan registrado concentraciones de cromo muy superiores al máximo valor permitido (47,50µg·g-1).
El Ministerio del Poder Popular para el Ambiente venezolano inició a mediados de 2009 el saneamiento de las riberas del río Neverí, contaminado por aguas servidas, incluyendo la extracción de la planta acuática invasora conocida como «bora» (eichhornia crassipes), que será removida de una extensión de 1,5 kilómetros del cauce en los espacios ubicados entre los puentes Monagas y de Hierro en la ciudad de Barcelona, así como la recuperación y limpieza de 5 kilómetros adicionales del cauce del Neverí.
Este proyecto fue abandonado a principios de 2010, sin explicación alguna del Ministerio del Poder Popular para el Ambiente ni el gobierno. El río sigue contaminado, sobre todo en Barcelona, donde su agua es negra.